# Christopher Finch-Hatton (15e comte de Winchilsea)
Christopher Guy Heneage Finch-Hatton (2 août 1911 - 7 mars 1950) est le 15e comte de Winchilsea et le 10e comte de Nottingham. Il accède aux titres en 1939 à la mort de son père, Guy Finch-Hatton, 14e comte de Winchilsea.

## Jeunesse
Finch-Hatton est né le 2 août 1911 de Guy Finch-Hatton (14e comte de Winchilsea) (1885–1939) et de son épouse Margaretta Armstrong Drexel (1885–1952). Son grand-père paternel est Henry Finch-Hatton (13e comte de Winchilsea) (1852–1927), et son arrière-grand-père est l'amiral Sir Henry Codrington (en) (1808–1877), un capitaine qui fournit le refuge à bord du navire pour Léopold II, grand-duc de Toscane et sa famille qui fuyaient les forces révolutionnaires et commandaient ensuite le HMS Royal George dans la mer Baltique pendant la guerre de Crimée. 
Son grand-père maternel est le banquier Anthony Joseph Drexel Jr. (1864–1934) de Philadelphie, et son arrière-grand-père est Anthony Joseph Drexel (1826–1893), le fondateur de Drexel, Morgan & Co., avec John Pierpont Morgan, à New York en 1871, ainsi que le fondateur de l'Université Drexel en 1891 ,.

## Vie privée
Le 10 juillet 1935, il épouse une compatriote semi-américaine, la comtesse Gladys Széchényi Sárvár-Felsövidék (1913–1978), fille du comte László Széchenyi (en) (1879–1938) et de Gladys Vanderbilt Széchenyi (1886–1965). Elle est la septième et le plus jeune enfant d'Alice Claypoole Vanderbilt et de Cornelius Vanderbilt II (1843–1899), président et président du New York Central Railroad, et grandit dans la maison familiale de la Cinquième Avenue à New York, et leur «chalet» d'été, The Breakers (construit en 1893) à Newport, Rhode Island . Avant de divorcer en mars 1945, Finch-Hatton et Széchenyi ont deux fils:
- Christopher Finch-Hatton (16e comte de Winchilsea) (1936–1999), qui en 1962 épouse Shirley Hatfield, fille de Bernard Hatfield [5].
- Robin Heneage Finch-Hatton (1939-2018), qui en 1962 épouse Molly Iona Powell, fille du colonel Palgrave Dawson Turner Powell [6].

Le 17 juin 1946, il se remarie à Agnes Mary Conroy, fille de Patrick Joseph Conroy à l'église Corpus Christi de Londres. Il meurt le 7 mars 1950 à 38 ans  et est remplacé par son fils Christopher.